# QWERTY

Teclat QWERTY de 104-tecles amb distribució nord-americana (també conegut com "teclat anglès")

El teclat QWERTY és una distribució de teclat, la més comuna actualment. Va ser dissenyat i patentat per Christopher Sholes el 1868 i venut a Remington el 1873.
La primera línia de lletres del teclat comença, d'esquerra a dreta, amb la seqüència QWERTY, que dona nom a la distribució de tecles. L'explicació a aquest ordre aparentment caòtic la trobem en les primeres màquines d'escriure.

## Origen
Les màquines d'escriure mecàniques accionaven un petit martell (que imprimia la lletra corresponent) en prémer cada tecla. Si es premien dues o més tecles alhora, o molt seguides, els martells xocaven els uns contra els altres, i la màquina s'encallava.
Per aquest motiu, Christopher Sholes, un lingüista, va estudiar quines eren les combinacions de tecles més freqüents, i va dissenyar una distribució de tecles on aquestes combinacions estiguessin separades, de manera que fos poc probable que s'haguessin d'utilitzar dues tecles juntes. A més a més, les tecles també estaven situades estratègicament de manera que fos habitual que, mentre una mà estava escrivint una tecla, la següent ja pogués estar preparada per escriure la següent.
Els teclats actuals ja no tenen l'inconvenient que s'encallin les tecles si en prems dues de juntes, però el teclat QWERTY va arrelar força arreu del món, i, per costum, no s'ha canviat per cap altre.
En aquest teclat, segons la tècnica de mecanografia més difosa, en posició de repòs, quatre dits de cada mà es col·loquen sobre la fila central de tecles. Per a poder trobar aquesta posició sense haver de mirar el teclat, les tecles corresponents als dits índex de cada mà (F i J) solen tenir algun tret distintiu al tacte. Aquesta disposició de teclat es va dur als teclats d'ordinador per a facilitar-ne l'entrada en les oficines, de manera que desplacessin les màquines d'escriure. D'aquesta forma, les persones encarregades de 'mecanografiar' documents seguien sabent manejar els nous teclats.

## Variants del teclat QWERTY
Encara que aquesta distribució és molt usada en tot el món, hi ha països (com Alemanya) que intercanvien la tecla "Y" i la tecla "Z" perquè aquesta s'utilitza més sovint, una distribució coneguda com QWERTZ.
A França i Bèlgica hi ha més canvis i les primeres 6 tecles alfabètiques tenen la seqüència AZERTY.

## Disposicions alternatives
Existeixen altres disposicions de teclat, basades en diferents estudis científics, els defensors dels quals al·leguen que són molt més eficients, encara que la seva efectivitat sigui discutible. Possiblement la més coneguda d'aquestes distribucions de teclat alternatives sigui el teclat simplificat Dvorak, patentat per August Dvorak el 1936.
Encara que existeixen distribucions alternatives possiblement més efectives, els defensors del teclat Dvorak esmenten com aspecte important la comoditat a l'escriure. Es diu que té aquesta disposició, ja que es podia escriure la paraula typewriter (màquina d'escriure, en anglès) sense haver de saltar de línia.
Independentment de l'efectivitat real d'aquesta distribució de teclat comparada amb altres, la veritat és que la distribució QWERTY va ser curosament triada per a superar nombroses competicions de velocitat d'escriptura de l'època.